# Кульминация (астрономия)
Кульминация (астрономия) — прохождение центра светила через небесный меридиан в процессе его суточного движения. Иначе — прохождение центром светила точки пересечения суточной параллели светила и небесного меридиана.
В течение суток все светила дважды пересекают небесный меридиан. Различают верхнюю и нижнюю кульминации светила. При условии, что величина склонения светила не меняется в течение дня, в верхней кульминации высота светила наибольшая, а в нижней — наименьшая. Для незаходящих светил обе кульминации происходят над горизонтом. Для восходящих и заходящих светил верхняя кульминация происходит над горизонтом, а нижняя под горизонтом. У невосходящих светил обе кульминации происходят под горизонтом и они недоступны наблюдениям.
Также различают верхнюю кульминацию к северу и к югу от зенита. Если светило кульминирует к югу от зенита, то в момент кульминации его астрономический азимут равен 0°, а если светило кульминирует к северу от зенита, то его азимут в момент кульминации равен 180°.
Зная склонение светила {\displaystyle \delta } и широту места наблюдения {\displaystyle \varphi }, можно вычислить зенитные расстояния этого светила в моменты кульминаций, при верхней:
{\displaystyle z_{\uparrow }=\varphi -\delta }
При нижней:
{\displaystyle z_{\downarrow }=(\varphi +\delta )-2\varphi _{eP}}
где {\displaystyle \varphi _{eP}} — широта повышенного полюса: {\displaystyle +90^{\circ }} для наблюдателя в северном полушарии, {\displaystyle -90^{\circ }} в южном.
Подобно тому, как северную географическую широту и северное склонение принято считать положительными величинами, а южную — отрицательными, можно присвоить знак и зенитному расстоянию. Удобно пользоваться правилом: если тень наблюдателя (действительная или воображаемая) от светила падает в северную — положительную — сторону, то и зенитное расстояние светила положительно, если в южную, — зенитное расстояние отрицательно. То же правило получается из рассмотрения астрономического азимута светила: при кульминации южнее зенита астрономический азимут светила равен 0°, и {\displaystyle \cos(0^{\circ })=+1}; при кульминации севернее зенита азимут равен 180°, {\displaystyle \cos(180^{\circ })=-1}. Алгебраически знак зенитных расстояний получится при вычислениях, соблюдающих соглашения о знаках широт и склонений.
Наблюдая какое-либо светило в верхней и нижней кульминации, можно определить его склонение, а также широту места наблюдения:
{\displaystyle \delta =\varphi _{eP}-{\frac {z_{\uparrow }-z_{\downarrow }}{2}}}
{\displaystyle \varphi =\varphi _{eP}+{\frac {z_{\uparrow }+z_{\downarrow }}{2}}}
Наблюдая верхние кульминации звёзд по разные стороны от зенита на близких зенитных расстояниях, также можно определять широту. Для этого необходимо знать склонения обеих звёзд, зато точность такого измерения значительно возрастает. Этот метод известен как способ Талькотта. Если северная звезда находится в верхней кульминации, то формула принимает такой вид:
{\displaystyle \varphi ={\frac {(z_{S}-z_{N})+(\delta _{S}+\delta _{N})}{2}}}
Если же северная звезда находится в нижней кульминации, формула выглядит так:
{\displaystyle \varphi ={\frac {(z_{S}-z_{N})+(180^{\circ }+\delta _{S}-\delta _{N})}{2}}}
Индексы {\displaystyle N} и {\displaystyle S} обозначают зенитные расстояния и склонения для северной и южной звёзд соответственно.